# Giuliana Gamba
Giuliana Gamba (* 26. November 1953 in Pesaro) ist eine italienische Filmregisseurin.

## Leben
Gamba studierte Filmgeschichte und war Mitte der 1970er Jahre Volontärin bei Giuseppe Vari, daneben arbeitete sie mit Memé Perlini am Theater. 1976 drehte sie unter dem Pseudonym Peter Skerl ihren ersten Film, dem drei Hardcorestreifen folgten. Gamba war somit die erste weibliche Regisseurin in diesem Metier. 1986 folgten dann, immer noch mit erotischen Stoffen, Profumo nach eigenem Drehbuch sowie 1988 La cintura nach Alberto Moravia. Anschließend wandte sich Gamba dem Dokumentarfilm zu; Ende der 1990er Jahre drehte sie für das Fernsehen wieder fiktive Stoffe. Im neuen Jahrtausend wechselte sie zwischen diesen beiden Filmformen hin und her.
Gamba ist Mitveranstalterin des Filmfestes Pesaro („Mostra Internazionale del Nuovo Cinema“).

## Filmografie (Auswahl)
- 1976: Bestialità
- 1986: Lorenza (Profumo)
- 1988: Gepeinigt (La cintura)
- 2000: Der Weg des Herzens (Qualcuna da amare) (Fernsehfilm)